# Boulevard (1960)
Boulevard is een Franse dramafilm uit 1960 onder regie van Julien Duvivier.
Het scenario is gebaseerd op de gelijknamige roman (1956) van Robert Sabatier.

## Verhaal
Wanneer Jojo Castagnier erachter komt dat zijn stiefmoeder hem haat, besluit hij op kamers te gaan wonen. Hij leert er de aantrekkelijke Jenny Dorr kennen. Met haar beleeft hij zijn eerste onbeantwoorde liefde.

## Rolverdeling
| Acteur            | Personage                              |
| ----------------- | -------------------------------------- |
| Jean-Pierre Léaud | Jojo Castagnier                        |
| Monique Brienne   | Marietta Benazzi, de jonge Italiaanse  |
| Pierre Mondy      | Dicky, de ex-bokser                    |
| Magali Noël       | Jenny Dorr, de choreografiekunstenares |
| Georges Adet      | Mijnheer Arthur                        |
| Jacques Duby      | Giuseppe Amato, een schilder           |
| Jean-Marie Amato  | Zwerver                                |
| Mag-Avril         | Oude Joséphine                         |
| Robert Dalban     | de boksanimator                        |